# San Giovanni li Cuti
San Giovanni li Cuti è una piccola borgata marinara della parte est della città di Catania, con una delle spiagge più rinomate della città. Fa parte dal 2013 della II Circoscrizione, risultata dall'accorpamento delle ex II e IV Municipalità, comprendente quindi anche i quartieri di Barriera del Bosco, Canalicchio, Villaggio Cardinale Dusmet, Picanello, Ognina e Guardia.

## Origini del nome
L'intitolazione San Giovanni fa riferimento ad una chiesa dedicata a San Giovanni Battista, oggi forse non più esistente, dipendente dalla parrocchia di Santa Maria della Guardia, nell'omonimo quartiere.
In siciliano si utilizza il termine “li cuti” per indicare delle formazioni di origine lavica o degli scogli sottoposti all'azione erosiva del mare. Al pari “li cuti lisci” significa “scogli lisci”, cioè “levigati”.
È evidente l'origine latina della parola “a cuti”, che è appunto di genere femminile e mantiene la medesima desinenza in -i anche al plurale, tipica del siciliano.
L'origine del termine è però contesa fra due ipotesi:
- "cautēs", che assume tra i suoi significati quelli di "scogliera, scogli, faraglioni o dirupi affioranti dall'acqua";
- "cōs, cōtis", che può riferirsi sia alla comune "cote" intesa come "pietra abrasiva, usata per affilare", sia per esteso a qualsiasi "pietra dura e tagliente".

Quest'ultima appare più attendibile anche per via della evoluzione fonetica tipica che dal latino volgare conduce alla lingua siciliana.

## Geografia
Confina a nord-ovest col quartiere Picanello, a nord con il quartiere Rotolo, a sud-est è bagnato dal Golfo di Catania attraverso il suo porto, a sud-ovest confina col quartiere Santa Maria della Guardia.
Ormai fagocitato dalla metropoli etnea, viene lambito dal lungomare che inizia come viale Ruggero di Lauría nel quartiere Guardia e cambia nome in viale Artale Alagona nel quartiere Rotolo attraversando le cinque piazze che si susseguono: piazza Europa, piazza del Tricolore (dove è sito il monumento ai caduti), piazza Nettuno, piazza Ognina (che in realtà è lo slargo dove è situata la Chiesa di Santa Maria di Ognina) e piazza Mancini Battaglia, che, poste tutte sulla destra, si protendono verso il mare seguendo l'andamento sinuoso di una costa caratterizzata da sciara ed affioramenti magmatici.

## Località turistica
Frequentatissime, ben conosciute e prese d'assalto durante la stagione estiva sono accomunate dal fatto di essere realmente delle suggestive terrazze a mare, luoghi di ritrovo conosciuti ma al contempo delle tappe abituali per il turismo balneare dei catanesi.
La maggior parte delle pietre proviene dagli scavi del 1956 fatti per l'interramento della ferrovia Catania-Messina nel tratto che va dal ponte di Ognina alla stazione centrale. Molto più tardi si è provveduto a rendere l'area fruibile per il turismo: ogni estate San Giovanni li Cuti diventa una spiaggia libera dotata di docce, spogliatoi, bagni, passerelle e scalette.
Inoltre, con l'apertura di alcuni locali, la borgata si popola anche di notte. Recentemente, però, la spiaggia è stata soggetta ad un degrado a cui l'amministrazione comunale ha solo parzialmente posto rimedio.

## Conformazione geologica
San Giovanni li Cuti si trova nella zona coperta da varie colate laviche, in epoca storica nel 1169, 1329 e 1381 anno in cui venne coperta anche parte dell'antico Porto Ulisse; tale tratto di costa è chiamata appunto la Scogliera. Vi si accede dalla via omonima, traversa di viale Ruggiero di Laurìa, nel quartiere di Santa Maria della Guardia. La spiaggia è compresa tra il porto omonimo, utilizzato solo da piccole imbarcazioni di pescatori, ed alcuni lidi a cui si accede tramite la vicina piazza Europa.
La spiaggia è formata da sabbia nera vulcanica e l'accesso al mare avviene tramite scogli sempre di pietra lavica.

## Luoghi di culto
- Chiesa di San Giuseppe in Ognina, Via Grasso Finocchiaro[3]